# Monastère du Serpent
Le monastère du Serpent est un monastère bouddhiste de Bago (Birmanie) abritant un python long de près de 5 mètres, avec un diamètre de 30 cm, dont on peut s'approcher. Âgé de plus de 120 ans, les fidèles lui glissent des billets en kyats pour attirer la bonne fortune. Appelé Daw Saw Nan Wei, la légende affirme qu'il serait la réincarnation d'une princesse shan ou d'un moine.
Il mange 5 kg de poulet tous les 10 jours

## À proximité
- Pagode Hintha Gon